# Centre André-Chastel
 (octobre 2021).
Le Centre André-Chastel, laboratoire de recherche français en histoire de l'art, est une unité mixte de recherche (UMR 8150), dont les travaux sont consacrés à l’histoire de l’art du Moyen Âge à la période contemporaine.
Placée sous la triple tutelle du CNRS, de Sorbonne Université et du ministère de la Culture et de la Communication (Direction générale des patrimoines), et hébergée dans le bâtiment de la Galerie Colbert à Paris, elle porte le nom de son fondateur, l’historien de l’art André Chastel (1912-1990), spécialiste de la Renaissance italienne.

## Historique
Comme de nombreux laboratoires en sciences humaines et sociales, le Centre André-Chastel résulte de l’agrégation successive de composantes, dont les statuts administratifs et les appellations ont évolué en fonction du paysage de la recherche.
Son origine remonte à 1959, quand André Chastel regroupe une dizaine de chercheurs autour du thème de la ville, dans le cadre d’une Recherche coopérative sur programme (RCP n° 10), financée par le CNRS et l’université de Paris. Leur travail porte en particulier sur le quartier des Halles à Paris, qui fait alors l’objet d’une rénovation très controversée, avec la destruction des pavillons de Baltard et le projet de gare souterraine et de centre commercial. Il faudra cinq ans pour que le CNRS accepte de publier le volume collectif Système de l’architecture urbaine. Le quartier des Halles à Paris, paru en 1977 et considéré, notamment pour ses méthodes d'analyse morphologique du tissu urbain et de ses transformations, comme un livre pionnier de l’histoire urbaine.
Ce groupe s’étoffe et prend le nom de Centre de recherche d’histoire de l’architecture moderne (CRHAM), acquérant en 1967 le statut d’Équipe de recherche associée (ERA 1012 du CNRS). L’accueil de chercheurs spécialisés dans d’autres domaines fait évoluer l’appellation, désormais Centre de recherche sur l’histoire de l’art et de l’architecture modernes (CRHAAM), avec le statut d’Unité mixte de recherche (UMR 8597), rattachée au CNRS et à l’université Paris IV.

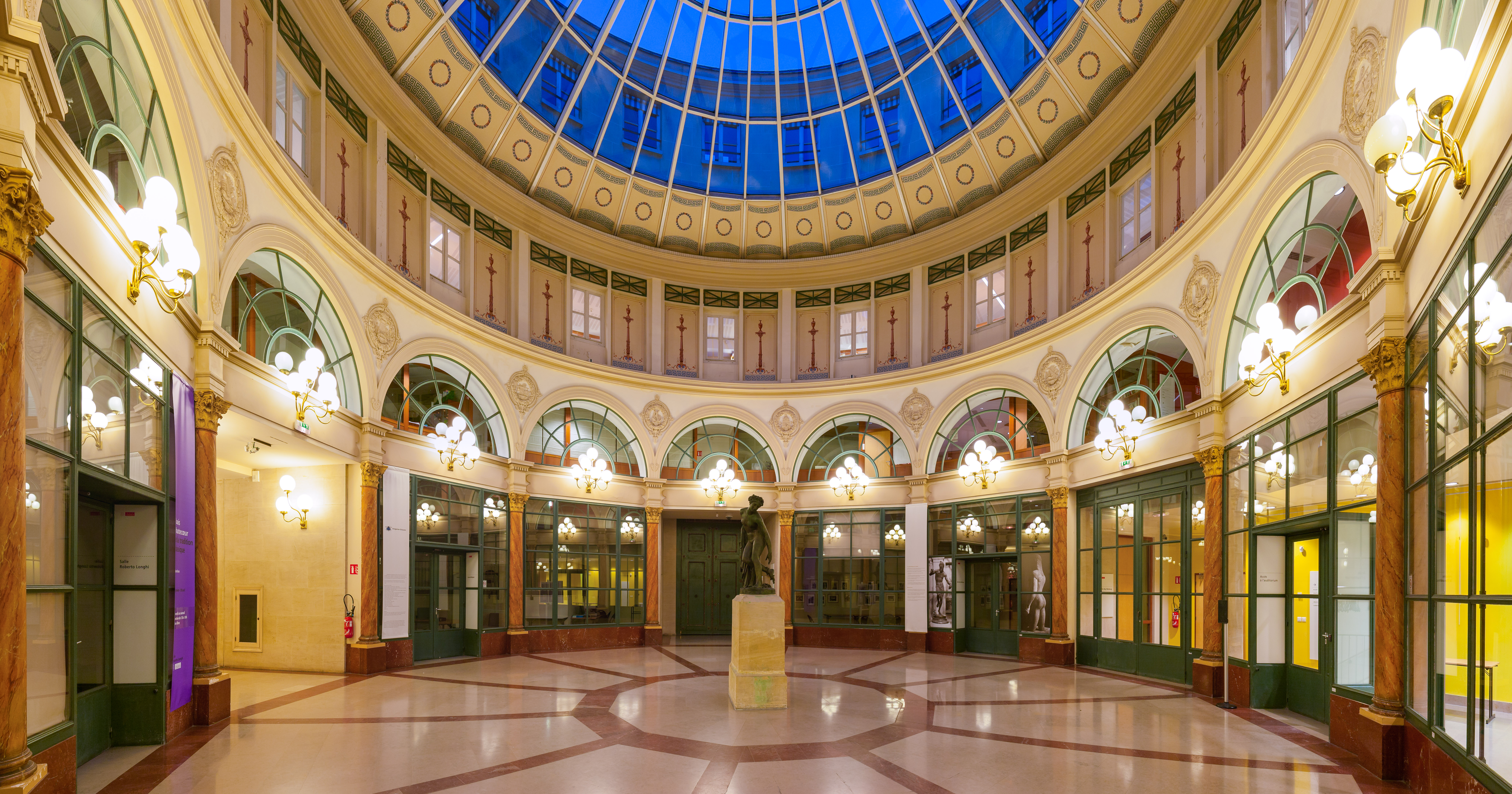
Depuis 2004, le Centre André-Chastel est situé dans la galerie Colbert.

En 2002, l’UMR 8597 fusionne avec l’UMR 22, une Unité mixte de recherche davantage tournée vers le patrimoine, associée au CNRS et au ministère de la Culture et de la Communication, et alors dirigée par Claude Mignot. Celle-ci dérivait d’une autre institution dont André Chastel avait été également à l’origine, au côté d’André Malraux, l’Inventaire général des monuments historiques et des richesses artistiques de la France, créé en 1964. C’est pourquoi l’entité résultant de la réunion de ces deux laboratoires prend le nom de « Centre André-Chastel », avec l’intitulé Laboratoire de recherche sur l’histoire de l’art occidental et le patrimoine français ; il acquiert sa configuration actuelle en 2004 (UMR 8150).
Le Centre André-Chastel modifie son intitulé en 2010, devenant Laboratoire de recherche en histoire de l’art, puisque ses activités couvrent désormais le patrimoine européen et, dans une faible mesure, l’art non occidental (Amérique latine, Chine, etc.).
Initialement hébergé à l’Institut d’art et d’archéologie, il est situé depuis 2004 dans la Galerie Colbert à Paris, avec d’autres centres de recherche et l’Institut national d’histoire de l’art.

## Organisation

### Équipes
Les effectifs sont constitués pour l'année 2025 de cinquante-neuf membres et environ quatre-vingt doctorants répartis en cinq équipes, ainsi redéfinies en 2010 :
- l’équipe Villard de Honnecourt, pour l’art du Moyen Âge,
- l’équipe André Félibien, pour l’art et les artistes du XVIe au XIXe siècle,
- l’équipe de recherche sur l’histoire de l’architecture moderne avec deux sections : l’une sur l’architecture et l’urbanisme, l’autre sur les jardins et le paysage du XVIe au XXIe siècle,
- l’équipe de recherche en histoire de l’art contemporain pour les XXe et XXIe siècles,
- l’équipe de recherche sur le vitrail.

### Thématiques de recherche
La recherche au sein du Centre André Chastel s'oriente autour des six thèmes suivants :
- « Décors, monuments, paysages : approches globales du patrimoine »,
- « Paris : géographie artistique d’une métropole et de son territoire »,
- « Transferts, échanges, circulations dans l’espace européen et extra-européen »,
- « Acteurs, institutions, réseaux : conditions socioculturelles de l’activité artistique »,
- « Matériaux, techniques, métiers : approches théorique et pratique du faire artistique »,
- « Images, dispositifs, lieux : questions épistémologiques, herméneutiques et anthropologiques »[6].

## Directions successives
- André Chastel
- Bruno Foucart
- Antoine Schnapper
- Dany Sandron
- 2014 - 2018 : Alexandre Gady
- 2019 - 2024 : Jean-Baptiste Minnaert (directeur), Antonella Fenech Kroke (directrice adjointe) et Élisabeth Yota (directrice adjointe)[7]
- 2025 -  : Jean-Sébastien Cluzel (directeur), Nastasia Gallian (directrice adjointe), Hervé Brunon (directeur adjoint)[4]

## Quelques membres
- Jean-Yves Andrieux
- Hervé Brunon
- Stéphane Castelluccio
- Bruno Foucart
- Alexandre Gady
- Barthélemy Jobert
- Jérémie Koering
- Jérôme de La Gorce
- Bertrand Lemoine
- Claude Mignot
- Monique Mosser